# Sinocyclocheilus lingyunensis
Sinocyclocheilus lingyunensis är en fiskart som beskrevs av Li, Xiao och Guang Yu Luo 2000. Sinocyclocheilus lingyunensis ingår i släktet Sinocyclocheilus och familjen karpfiskar. Inga underarter finns listade i Catalogue of Life.